# I-ne
株式会社I-ne（アイエヌイー）は、大阪市中央区に本社を置く企業である。東証プライム上場。

## 概要
ヘアケア製品、美容家電、化粧品及び健康食品関連の開発及び販売を実施している。
商号の「I-ne」は創業当時に神社で命名してもらったもので、読み方は「イーネ」であったが、2018年（平成30年）1月から海外展開を見据えて「アイエヌイー」に変更され、ロゴには「INNOVATION NEVER ENDS」というサブタイトルもつけられた。
2020年（令和2年）9月25日に東証マザーズ上場。2023年（令和5年）2月に初の中期経営計画を発表した。
2023年（令和5年）3月と4月、ドラッグストアにおけるシャンプー・リンスカテゴリの単月の販売金額でメーカーシェア1位となった。

### 主なブランド・商品
- BOTANIST（ボタニスト） - シャンプー、トリートメントなど
- SALONIA（サロニア） - 美容家電
- YOLU（ヨル） - シャンプー、トリートメントなど
- DROAS（ドロアス） - シャンプーなど
- WrinkFade（リンクフェード） - 化粧品

#### 過去の主なブランド・製品
- CHILL OUT（チルアウト） - 2019年7月に日本コカ・コーラとの合弁会社・合同会社Endianに移管。2023年5月までに保有株式を日本コカ・コーラに譲渡。同年10月以降は日本コカ・コーラが販売[6]。
- NICOLESS（ニコレス） - たばこ葉の代わりに茶葉を使用したニコチン0のIQOS用ヒートスティック。2022年12月に喫煙具メーカーの株式会社ライテックに譲渡[7]。

## 沿革
- 2007年（平成19年）3月28日 - 株式会社I-neとして兵庫県宝塚市小林2丁目に設立。
- 2017年（平成29年）6月 - 本社を大阪府大阪市中央区南船場3丁目12番22号に移転[2]。
- 2019年（令和元年）11月 - 本社を大阪市北区中之島6丁目1番21号に移転[2]。
- 2020年（令和2年）9月25日 - 東京証券取引所マザーズ市場に上場（2022年4月にグロース市場に移行）
- 2023年（令和5年）9月19日 - 東京証券取引所プライム市場に市場区分変更
- 2024年（令和6年）9月2日 - 本社を大阪市中央区南久宝寺町4丁目1番2号に移転[2][8]。

## 拠点
- 大阪本社 - 大阪市中央区南久宝寺町4-1-2 御堂筋ダイビル7～11階[8]
- 東京支店 - 東京都港区浜松町1-30-5 浜松町スクエア13階
- 福岡営業所 - 福岡市博多区御供所町1-1　西鉄祇園ビル3F